# Хунань
Хуна́нь (кит.: 湖南省) — провінція в центральній частині КНР, в басейні середньої течії річки Янцзи, на південь від озера Дунтінху (звідси назва, де ху — «озеро», а «нань» — південь). Площа 211 829 км². Населення 64 400 000 чоловік (2001). Адміністративний центр — місто Чанша.

## Адміністративний поділ
Провінція поділяється на 13 міських округів та 1 автономний округ.
| Карта                | №                   | Українська назва     | Китайська назва                  | Піньїнь |
| -------------------- | ------------------- | -------------------- | -------------------------------- | ------- |
|                      | Міські округи       |                      |                                  |         |
| 1                    | Чанша               | 长沙市               | Chángshā Shì                     |         |
| 2                    | Чанде               | 常德市               | Chángdé Shì                      |         |
| 3                    | Ченьчжоу            | 郴州市               | Chénzhōu Shì                     |         |
| 4                    | Хен'ян              | 衡阳市               | Héngyáng Shì                     |         |
| 5                    | Хуайхуа             | 怀化市               | Huáihuà Shì                      |         |
| 6                    | Лоуді               | 娄底市               | Lóudǐ Shì                        |         |
| 7                    | Шаоян               | 邵阳市               | Shàoyáng Shì                     |         |
| 8                    | Сянтань             | 湘潭市               | Xiāngtán Shì                     |         |
| 9                    | Їян                 | 益阳市               | Yìyáng Shì                       |         |
| 10                   | Юнчжоу              | 永州市               | Yǒngzhōu Shì                     |         |
| 11                   | Юеян                | 岳阳市               | Yuèyáng Shì                      |         |
| 12                   | Чжанцзяцзе          | 张家界市             | Zhāngjiājiè Shì                  |         |
| 13                   | Чжучжоу             | 株州市               | Zhūzhōu Shì                      |         |
| Автономна префектура |                     |                      |                                  |         |
| 14                   | Сянсі-Туцзя-Мяоська | 湘西土家族苗族自治州 | Xiāngxī Tǔjiāzú Miáozú Zìzhìzhōu |         |

## Персоналії
У провінційному місті Фенхуань народився Чень Шичжень (1876—1923) — китайський художник, літератор.
Місто Шаошань (韶山) в окрузі Сянтань (湘潭) відоме як місце народження Мао Цзедуна.